# 圣迭戈都会运输系统
圣迭戈都会运输系统 （San Diego Metropolitan Transit System, MTS）（有时缩写为SDMTS）是美国加州圣地亚哥中部，南部，东北部和东南部地区的公共交通服务提供商。 2013年第一季度，MTS提供的所有公共交通服务的平均每日乘客人数为251200人。
MTS 还授权及管理出租车和其他私人聘用客运服务。

## 公共交通
MTS负责管理几项公共交通服务，包括圣地亚哥电车的三条常规运行轻轨线路，93条固定路线巴士服务和辅助线路服务。 其中大约一半的固定路线巴士服务外包给Transdev 和 First Transit。First Transit也提供辅助客运服务。

### 轻轨服务

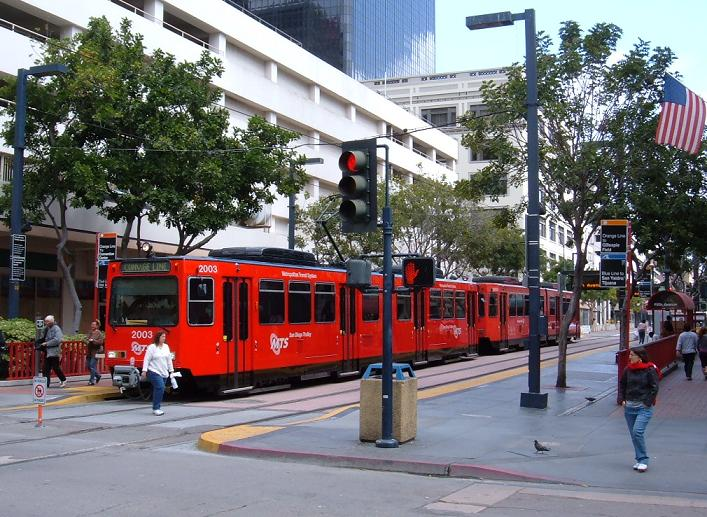
有轨电车型号 SD100 在圣地亚哥市中心

轻轨服务由圣地亚哥电车公司（SDTI）运营。 它通常被称为“The Trolley”。 每天有三条线路运行，并用颜色表示：蓝线，绿线和橙线; 第四条线在特定日子运行：老式电车银线。银线沿市中心环绕运行。特别活动服务用于在Qualcomm体育场，Petco公园和圣地亚哥会议中心进行的大型活动，但其在2012年9月通过Trolley系统的重新调整被淘汰。

### 快速公交服务

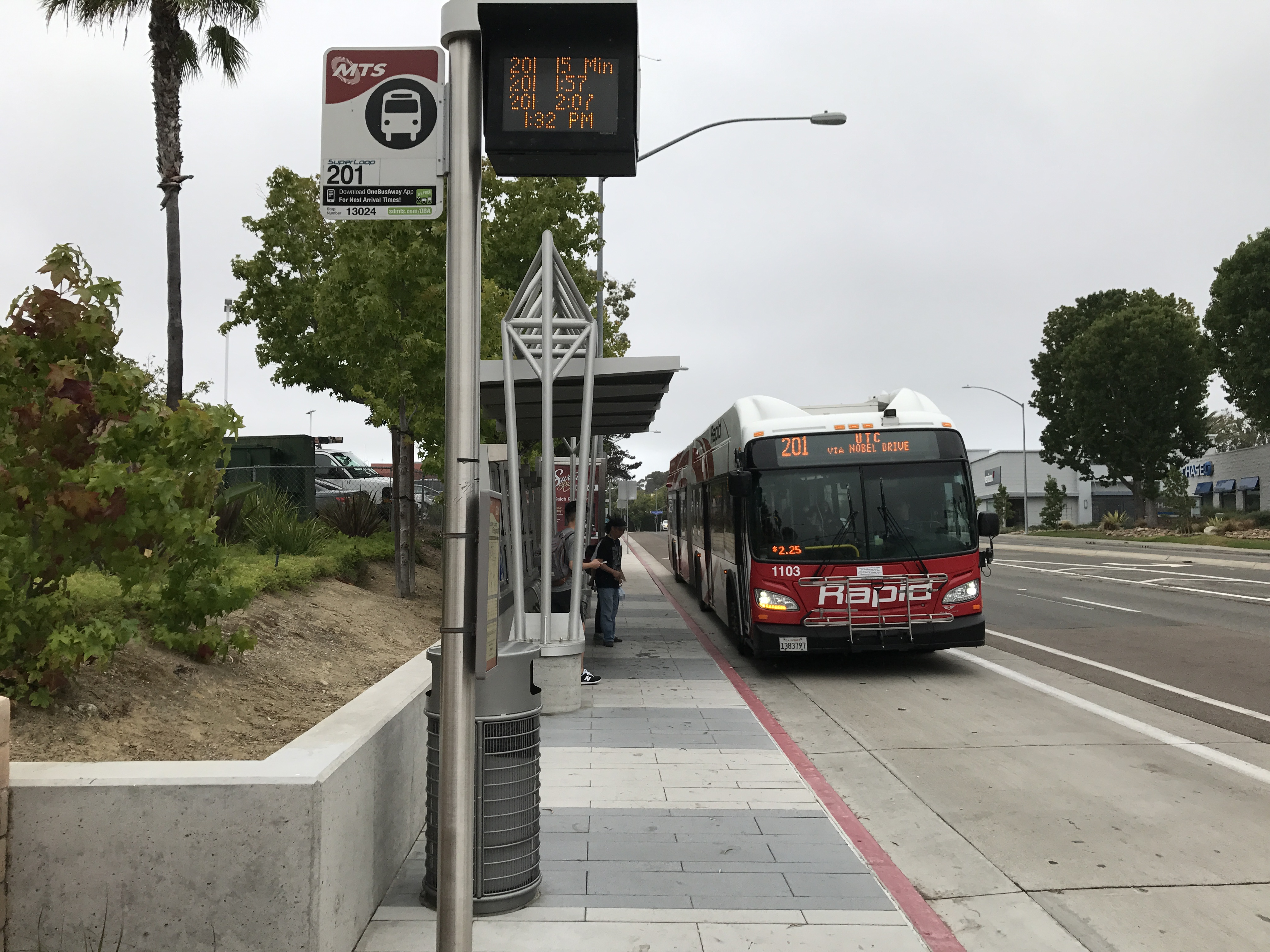
201路 Superloop Rapid 公交

在大学城和拉霍亚村地区，MTS目前运营三条巴士快速公交（BRT）线路（201,202和204路），标为“SuperLoop”。 SuperLoop线运行在大学城和拉霍亚村地区服务加州大学圣地亚哥分校和UTC。 Superloop服务始于2013年3月。目前，SuperLoop只作为一个线路标示在以上三条线路使用，所有SuperLoop涂装完全被Rapid（下文提及）涂装取代。在高峰期间也会使用非Rapid涂装的车辆行驶。平日该线路使用60英尺铰接巴士，周末时使用普通单机巴士。尽管使用大运量铰接巴士，因为周边大量学生客流（途径大量学生居住的小区）与相对长的发车间隔（高峰10分钟一班），相对于MTS的其它线路来说，201/202两条线路十分拥挤（并有时会因为满载甩站）。
MTS也经营四个BRT快速公交线路，其品牌为 MTS Rapid。大多数路线使用60英尺铰接巴士。235路公交是沿着SR-94和I-15走廊运营的Escondido和圣地牙哥市中心之间的运输服务。 它在2014年6月开放服务。215路公交从圣地亚哥市中心，途经 City Heights，运营至圣地亚哥州立大学。 237路公交运行从加州大学圣地亚哥分校，途经Mira Mesa到Miramar College Station的路线。 这两条路线于2014年10月开始运营。225路公交从圣地牙哥市中心，途经805号公路、Chula Vista、Otay Ranch，至Otay Mesa 边境总站。它在2019年1月27日全线开通。
在高峰时段，两条额外的“Rapid Express”线路，280和290号线分别沿着SR-163和15号州际公路在圣地亚哥市中心和埃斯孔迪多市以及Rancho Bernado 之间运行。 这项服务使用45英尺的长途客车。 2014年6月开始在两条线路上开通服务。270曾为2014-2015的线路，连接郊区Sorrento Valley和Rancho Bernardo。270因低乘坐率而取消。

### 快线
六条快速固定路线的公交线路（路线20,50,60,110,150,和950）沿着主要的公路和高速公路运行，并将中间的遥远的郊区连接到圣地亚哥市区。 六条快速路线中的三条（60,110,和950路线）仅在早上和傍晚的平日通勤期间运行。 车辆通常是标准的40英尺长的巴士或60英尺的铰接式巴士。

### 市区线路
市区公交线路将人口稠密的街区和邻近的城市连接起来，并提供直接和频繁的公共汽车服务。通常情况下，在通勤期间和最繁忙线路中午时间之间的预定的公交车到达/离开时间之间的时间为12-15分钟。一般来说，在非通勤时段或周末时差60分钟内，不会出现差于30分钟的车头时差。本地路线通常在每个街区或每隔一个街区放置。有限线路(Limited stops) 的车站间隔大约四分之一到半英里。在周末的夏季，如30号公路的线路，使用铰接式巴士，以提供额外的海滩和旅游目的地。 7路公交由于是圣地亚哥最繁忙的公交路线，沿大学大道使用铰接公交车。

### 郊区线路
郊区公共交通服务（888,891 / 892,894路线）将圣地亚哥县中部和东部人口稀少的地区与圣地亚哥城市核心联系在一起。 所有线都与El Cajon运输中心的其他固定路线和轻轨挂钩。 这些线路提供的服务很少 - 888线路仅在星期一和星期五运行，891路线仅在星期五运营，892路线仅在星期四运营; 只有894路星期一到星期五运行。

### 辅助客运服务
“MTS Access”为辅助客运服务，根据美国残疾人法案的要求，向MTS注册的乘客提供点对点服务，符合资格获得援助。 整个MTS服务区都提供服务，还可以连接到其它NCTD服务。
车辆是十六乘客货车转换装备轮椅升降机和被子。 十六个座位中的十二个是可折叠的，可容纳多达四个轮椅。 单程票价为4.50美元，但允许乘客免费携带一名同伴（作为PCA或个人护理助理）。 额外的付费同伴也是允许的。

## 收费
现今收费：
| 种类                                                             | 普通               | 老人，残疾，Medicare |
| ---------------------------------------------------------------- | ------------------ | -------------------- |
| 市区线路（单程） (含 Rapid 201/202，204，215)                    | $2.25              | $1.10                |
| 快线（单程） 20, 50, 60, 110, 150, 950 Rapid（单程） 225,235,237 | $2.50              | $1.25                |
| 轻轨（单程） 可乘搭整个线路系统                                  | $2.50              | $1.25                |
| 特快（280，290） Rapid Express                                   | $5                 | $2.50                |
| 郊区 (888,891,892,894)                                           | 单区：$5 跨区：$10 | 单区：$2.50 跨区：$5 |
| 一日票                                                           | $5                 | $5                   |
| 高级一日票                                                       | $12                | $12                  |
| 2日票                                                            | $9                 | $9                   |
| 3日票                                                            | $12                | $12                  |
| 4日票                                                            | $15                | $15                  |
| 14日票                                                           | $43                | $43                  |
| 14日高级票                                                       | $60                | $60                  |
| 月票                                                             | $72                | $18                  |
| 高级月票                                                         | $100               | $25                  |

普通日票可用于：轻轨，普通巴士，快线，Rapid 巴士，NCTD 巴士，NCTD Sprinter。
高级一日票可用于特快公交、NCTD FLEX 公交、Coaster 火车及所有以上。
2010年五月起, MTS通票（如一日票和月票）只能在指南卡（Compass Card）上使用，这是一种智能芯片交通卡。购买新的指南卡需额外$2，可在轻轨站的自动售票机购买。
单程票不能换乘其他线路。
最多两名5岁以下儿童免费，但需携同一位付费乘客。
自2014年起，加州大学圣地亚哥分校学生可以享受包含在学费内的不限量乘车优惠。学生将在开学初得到一个粘贴，并贴在学生卡上。凭该粘贴或 U-Pass Cloud 手机应用，学生可以无限量乘坐所有单程票价在2.5美元或以下的MTS/NCTD运营的公交车及轻轨服务。

## 链接
- 官方网站